# 楊梅街
楊梅街為1920年－1945年間存在之行政區，轄屬新竹州中壢郡，今桃園市楊梅區。

## 街原名
原屬
- 竹北二堡之草湳坡庄、矮坪仔庄、頭重溪庄、大金山下庄、二重溪庄、老坑庄、楊梅壢庄、水尾庄、大平山下庄、秀才窩庄、水流東庄、上四湖庄、崩坡庄、三湖庄、頭湖庄、伯公崗庄、下陰影窩庄、員笨庄、上陰影窩庄、上田心仔庄
- 桃澗堡之高山頂
  - 楊梅壢改稱楊梅[1]

## 行政區劃
台灣日治時期，楊梅街分為楊梅、水尾、老坑、水流東、崩坡、大平山下、秀才窩、上田心子、高山頂、草湳坡、上四湖、頭湖、三湖、伯公岡、員笨、上陰影窩、下陰影窩、頭重溪、二重溪、大金山下、矮坪子廿一個大字。
1920年~1941年間為楊梅庄，1941年升格為楊梅街。
- 水尾大字下有「水尾」、「隘口寮」小字名
- 崩坡大字下有「崩坡」、「老窩」小字名
- 草湳坡大字下有「草湳坡」、「埔心」小字名
- 大金山下大字下有「大金山下」、「月眉山下」小字名
- 上田心子大字下有「營盤脚」、「田寮子」、「田心子」小字名